# Atelopus angelito
Atelopus angelito je druh žáby z čeledi ropuchovitých, endemický pro Kolumbii. Jeho přirozeným stanovištěm jsou vlhké subtropické nebo tropické horské lesy, subtropické nebo tropické křovinaté porosty ve vysokých nadmořských výškách, a řeky. Jde o kriticky ohrožený taxon.